# Саровка (приток Сатиса)
Саровка — река в России, протекает в Мордовии и Нижегородской области. Устье реки находится в 39 км по левому берегу реки Сатис, в городе Саров. Длина реки составляет 22 км, площадь водосборного бассейна — 118 км².
На мысу, образованном реками Саровка и Сатис, и на прилегающей к нему террасе обнаружено средневековое Саровское городище площадью около 44 га, считающееся крупнейшим укреплённым поселением мордвы домонгольского времени. Большое число предметов быта, а также различных украшений (пряжек, браслетов, амулетов, хрустальных и полудрагоценных бус) говорит в пользу того, что данное городище было центром Пургасовой волости русских летописей, разграбленным и разрушенным в первой половине XIII века.

## Данные водного реестра
По данным государственного водного реестра России относится к Окскому бассейновому округу, водохозяйственный участок реки — Мокша от водомерного поста города Темников и до устья, без реки Цна, речной подбассейн реки — Мокша. Речной бассейн реки — Ока.
Код объекта в государственном водном реестре — 09010200412110000028005.